# Civil Courage Prize

Le Civil Courage Prize (Prix du courage civil) est un prix des droits de l'homme qui reconnaît « une résistance inébranlable au mal à de grands risques personnels - plutôt qu'une valeur militaire ».
Le prix a été fondé en 2000 par le Northcote Parkinson Fund. Le but du prix n'est pas de créer un « classement », mais « d'attirer l'attention individuellement sur des héros de conscience extraordinaires ». Il s'inspire de l'exemple du dissident soviétique Alexandre Soljenitsyne.

## Histoire
En 2007, le nom de Northcote Parkinson Fund est modifié en The Train Foundation en reconnaissance des contributions de la famille du conseiller en placement John Train (en), le principal donateur du fonds,.
En 2012, le conseil d'administration était composé de huit membres :  
- John Train (en) (président)
- Edward Streator, ancien diplomate américain
- Louis N. Bickford, PDG de MEMRIA.ORG
- Ariane Calvo-Platero, journaliste
- Musa T. Klebnikov, directeur exécutif du fonds Paul Klebnikov
- John K. Menzies (en), doyen de la Whitehead School of Diplomacy and International Relations de l'université Seton Hall
- Enid CB Schoettle, consultant en affaires internationales
- Ann Brownell Sloane, conseillère de GHS Philanthropy Management

Depuis 2000, la fondation décerne chaque année le Civil Courage Prize à un ou deux militants. Le prix consiste en un montant de 50 000 $,. Les candidatures sont acceptées d'organisations internationales non gouvernementales, tandis que les candidatures spontanées sont découragées. La remise des prix a lieu à New York ou à Londres en octobre de chaque année. Les orateurs principaux aux cérémonies ont notamment été l'historien britannique Michael Howard, le journaliste américain Jon Meacham , le ministre britannique de l'Intérieur Douglas Hurd  et la présidente chilienne Michelle Bachelet.
Sept lauréats à titre posthume ont également été nommés, allant de l'homme d'affaires suédois Raoul Wallenberg, qui a œuvré pour sauver la vie de juifs hongrois pendant la Seconde Guerre mondiale, au militant indonésien des droits de l'homme Munir Said Thalib, assassiné en 2004.
En 2004 et 2005, la Fondation a également décerné des « certificats de distinction en courage civil » à des finalistes sélectionnés. Les certificats comprenaient des montants de 1 000 $ chacun.

## Lauréats
| Année | Lauréats                            | Pays                             | Réf.   |
| ----- | ----------------------------------- | -------------------------------- | ------ |
| 2000  | Nataša Kandić                       | Ex-Yougoslavie                   | [ 5 ]  |
| 2001  | Paul Kamara                         | Sierra Leone                     |        |
| 2002  | Vladimiro Roca Antúnez              | Cuba                             |        |
| 2003  | Shahnaz Bukhari                     | Pakistan                         |        |
| 2004  | Emadeddin Baghi                     | Iran                             |        |
| 2004  | Lovemore Madhuku                    | Zimbabwe                         |        |
| 2005  | Min Ko Naing                        | Myanmar                          |        |
| 2005  | Anna Politkovskaya                  | Russie                           |        |
| 2006  | Rafael Marques de Morais            | Angola                           |        |
| 2007  | Phillip Buck                        | États-Unis                       |        |
| 2008  | Ali Salem                           | Égypte                           |        |
| 2009  | Aminatou Haidar                     | Sahara occidental                |        |
| 2010  | Andrew White                        | Angleterre                       |        |
| 2011  | Lydia Cacho Ribeiro                 | Mexique                          |        |
| 2011  | Triveni Acharya                     | Inde                             |        |
| 2012  | Yu Jie                              | Chine                            | [ 6 ]  |
| 2013  | Denis Mukwege                       | République démocratique du Congo |        |
| 2014  | Nicola Gratteri                     | Italie                           |        |
| 2015  | Iris Yassmin Barrios Aguilar        | Guatemala                        | [ 11 ] |
| 2015  | Claudia Paz y Paz                   | Guatemala                        |        |
| 2016  | Raqqa Is Being Slaughtered Silently | Syrie                            | [ 12 ] |
| 2017  | Pierre Claver Mbonimpa              | Burundi                          | [ 13 ] |
| 2018  | Vladimir Kara-Murza                 | Russie                           | [ 14 ] |
| 2019  | Gonzalo Himiob (es)                 | Venezuela                        | [ 15 ] |

## Lauréats posthumes
| Lauréats                 | Année de décès | Pays      | Réf.  |
| ------------------------ | -------------- | --------- | ----- |
| Dietrich Bonhoeffer      | 1945           | Allemagne | [ 9 ] |
| Giovanni Falcone         | 1992           | Italie    |       |
| Abdul-Latif Ali al-Mayah | 2004           | Irak      |       |
| Rosemary Nelson          | 1999           | Irlande   |       |
| Munir Saïd Thalib        | 2004           | Indonésie |       |
| Neelan Tiruchelvam       | 1999           | Sri Lanka |       |
| Raoul Wallenberg         | 1947           | Suède     |       |

## Certificats de distinction en courage civil
| Année de décès | Honoré                  | Pays                             | Réf.   |
| -------------- | ----------------------- | -------------------------------- | ------ |
| 2004           | Nguyễn Đan Quế          | Viêt Nam                         | [ 10 ] |
| 2004           | Arnold Tsunga           | Zimbabwe                         |        |
| 2004           | Raphael Wakenge         | République démocratique du Congo |        |
| 2005           | Rajan Hoole             | Sri Lanka                        |        |
| 2005           | Kopalasingham Sritharan | Sri Lanka                        |        |